# ليفينغستون س. لورد
ليفينغستون س. لورد (بالإنجليزية: Livingston C. Lord)‏ هو مدير أكاديمي أمريكي، ولد في 27 أغسطس 1851 في كيلينغورث في الولايات المتحدة، وتوفي في 15 مايو 1933.